# Monica Lundqvist
Monica Lundqvist, född 12 april 1967 svensk tennisspelare uppvuxen i Sundsvall. Som bäst var Lundqvist rankad 124 på världsrankingen. I början av 1990-talet valde hon att lägga ner sin professionella tenniskarriär.
Monica Lundqvist övergick till att spela padel senare i livet och vart i april 2024 världsmästare tillsammans med Helena Dahlström i veteran-Vm. Paret besegrade Mirjam Van Roer och Jacqueline Van Wijk från Nederländerna i finalen. 